# Jack Milburn
John Milburn, meglio conosciuto con il nome Jack (Ashington, 18 marzo 1908 – Leeds, 21 agosto 1979), è stato un allenatore di calcio e calciatore inglese, di ruolo difensore.

## Biografia
Figlio di John Thomas, ex calciatore, e Elzabeth Ann Charlton, la sua famiglia diede un importante apporto al calcio inglese: difatti i suoi tre fratelli (George, Jim e Stan), suo cugino (Jackie Milburn) ed i nipoti (Bobby e Jack Charlton) furono tutti calciatori professionisti. Prima di divenire calciatore professionista fu minatore. Sposò la sorella del compagno di squadra al Leeds Utd, John "Jimmy" Potts.

## Caratteristiche tecniche
Al Leeds veniva schierato come terzino sinistro pur essendo destro, poiché il fratello George ricopriva lo stesso ruolo.

## Carriera

### Club
Proveniente dal Spen Black & White, Milburn entrò a far parte del Leeds Utd dal 1929, raggiungendo il fratello George, rimanendovi sino al 1939. Nella sua militanza nel Leeds, ottenne come miglior piazzamento il quinto posto nella First Division 1929-1930, pur retrocedendo la stagione seguente. Ottenuta l'immediata promozione, rimase a giocare nella massima serie tra le file del Leeds sino al 1939. A partire dal 1932 divenne il tiratore titolare dei calci rigore, arrivando a segnarne otto nella stagione 1935-1936.
Nel febbraio 1939 venne ingaggiato per £2.000 dal club di terza serie Norwich City, ma a causa dello scoppio della seconda guerra mondiale, sino al 1946 non disputò competizioni ufficiali. Durante la guerra disputò i campionati di guerra con il Norwich, il Darlington ed il suo vecchio club, il Leeds.
Dopo la guerra giocò ancora un anno nel Norwich, per poi passare al Bradford City, divenendone dal gennaio 1947 l'allenatore, in sostituzione di Jack Barker. Mantenne l'incarico sino all'anno seguente, quando fu sostituito da David Steel, di cui divenne l'assistente.

### Nazionale
Nel 1934 venne convocato nella Nazionale di calcio dell'Inghilterra, impegnata in una tournée europea, non scendendo però mai in campo.